# Discours sur la première décade de Tite-Live
 (décembre 2013).
Si vous disposez d'ouvrages ou d'articles de référence ou si vous connaissez des sites web de qualité traitant du thème abordé ici, merci de compléter l'article en donnant les références utiles à sa vérifiabilité et en les liant à la section « Notes et références ».

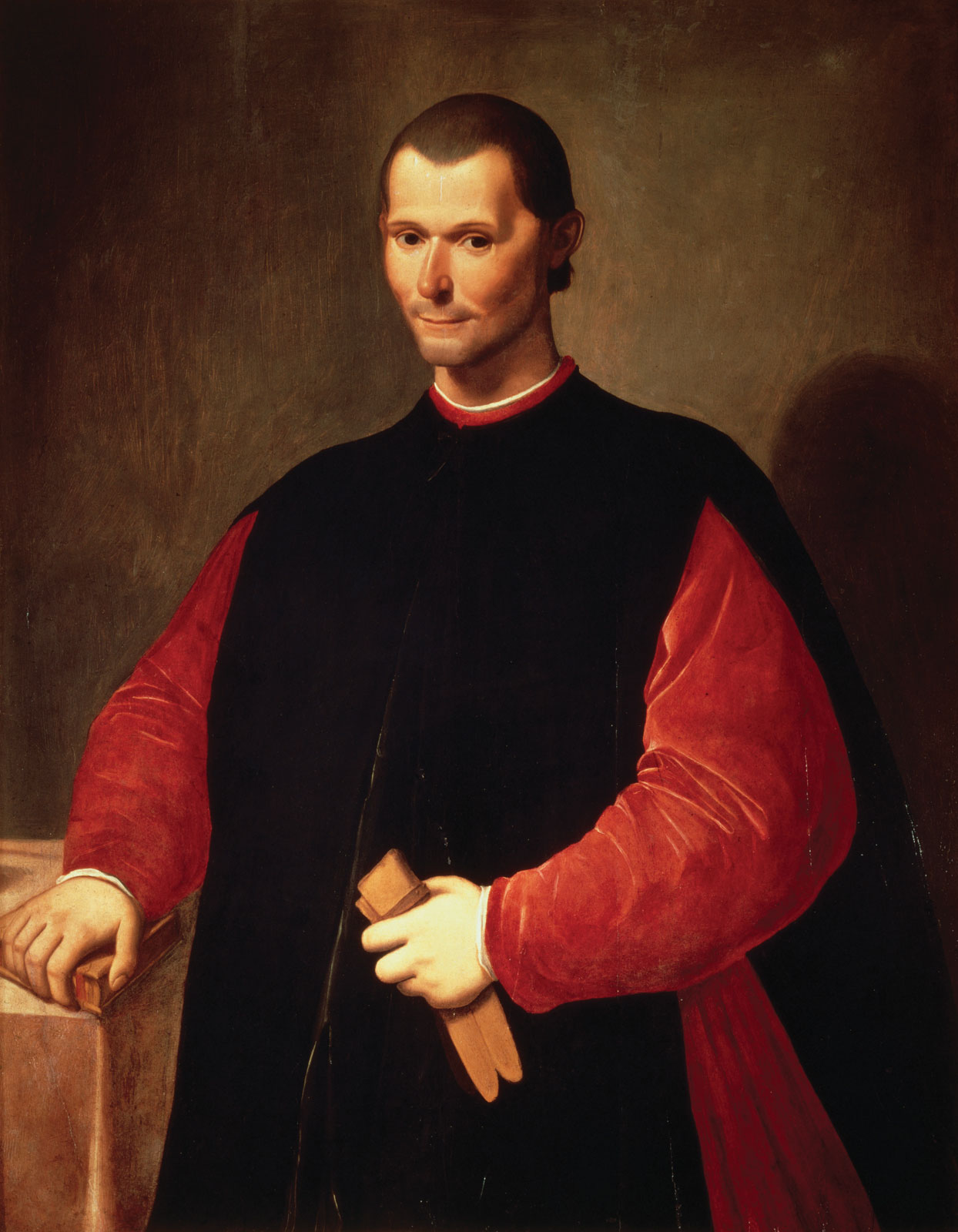
Portrait posthume de Nicolas Machiavel, par Santi di Tito, Palazzo Vecchio, Florence.

Les Discours sur la première décade de Tite-Live est une œuvre de philosophie et d'histoire politique de Nicolas Machiavel, rédigée autour de 1517 et publiée pour la première fois en 1531, à Rome et à Florence (soit quatre ans après la mort de son auteur et un an avant la publication de son autre texte majeur, Le Prince). L'œuvre est dédiée à Zanobi Buondelmonti et Cosimo Rucellai, deux des principaux représentants des Orti Oricellari à Florence, où les jeunes aristocrates se réunissaient pour parler de politique, d'art et de littérature.
Le titre renvoie aux dix premiers livres des Décades de Tite-Live ("ainsi nommées parce qu'elles contenaient chacune dix livres," selon Littré). Cet ouvrage, dont le titre officiel est Ab Urbe condita libri (Histoire de Rome depuis sa fondation) relate l'expansion de Rome jusqu'à la fin de la troisième guerre samnite en 293 avant J.-C. Toutefois, Machiavel n'hésite pas à faire référence à de nombreuses autres époques, y compris à la période contemporaine. Si le propos de Machiavel semble souvent décousu, c'est sans doute que l'origine des Discorsi se trouve dans des notes en marge du Tite-Live que lisait Machiavel depuis l'âge de dix-sept ans (d'après le Libro di Ricordi de son père (en)). Il y trouvait l'image d'une république vertueuse qui contrastait tant avec la corruption de son époque.
Machiavel se voit comme un défricheur ouvrant " une route qui n’a pas encore été frayée ", parti à la "découverte des méthodes et des systèmes nouveaux", aventure "aussi périlleuse que la recherche des terres et des mers inconnues" (Préface du Livre I). Le propos de Machiavel n'est donc pas de commenter l'ouvrage de l'historien latin mais d'en tirer une série de réflexions qui voudraient constituer les fondements d'une théorie politique moderne, et une vigoureuse défense de la république. Machiavel analyse des faits particuliers du passé pour en tirer des leçons en portant au jour les motifs universels sous-jacents. Ce qu'étudie Machiavel, c'est la nature humaine, qu'il estime immuable : même les changements dans des domaines comme celui de l'artillerie ne changent rien, au fond (Livre I, chapitre 17).
Machiavel a de l'homme une représentation pessimiste : c'est ce qui fait la nécessité des lois. Pour lui, "jamais les hommes ne font le bien que par nécessité ; mais là où chacun, pour ainsi dire, est libre d’agir à son gré et de s’abandonner à la licence, la confusion et le désordre ne tardent pas à se manifester de toutes parts. C’est ce qui a fait dire que la faim et la pauvreté éveillaient l’industrie des hommes, et que les lois les rendaient bons. Là où une cause quelconque produit un bon effet sans le secours de la loi, la loi est inutile ; mais quand cette disposition propice n’existe pas, la loi devient indispensable." (Livre I, Chp. 3).

## Contenu de l’œuvre
Les Discours sur la première décade  de Tite-Live sont divisés en trois livres dans lesquels Machiavel montre pourquoi les institutions de la république romaine étaient sans égales (livre 1), comment Rome a assuré son succès et son expansion (livre 2), et lutté contre l'inévitable tendance à se désintégrer peu à peu (livre 3).

### Livre I
Le premier livre concerne la politique intérieure. Machiavel établit la supériorité de la république romaine, due à l'équilibre entretenu entre consuls, sénat et tribuns du peuple et fondé sur la vertu et l'égalité. Ceux qui sont élus le sont pour un temps limité ; le législateur établit des institutions et des règles, mais c'est le peuple, vertueux et attaché à la liberté, qui veille à leur respect - à moins que cela soit l'effet de l'opposition entre peuple et sénat. Tous agissent pour le bien commun, non en fonction d'ambitions personnelles. Ceux qui, un temps, s'élèvent au-dessus des autres, ne le font que pour la gloire, pas pour s'enrichir. La religion (païenne, puis chrétienne - avant l'époque où cette dernière s'est corrompue) sert à assurer la cohésion de la société.
Dans un avant-propos, Machiavel rappelle l'admiration de tous pour la Rome antique : « Quand je considère, d'une part, la vénération qu'inspire l'antiquité, et, laissant de côté une foule d'autres exemples, combien souvent on a acheté au poids de l'or un fragment d'une statue antique pour l'avoir sans cesse sous les yeux, pour en faire l'honneur de sa maison ». Il désigne la Rome antique comme un modèle de gouvernement et cite différents domaines dans lesquels elle sert encore de modèle de nos jours, tels que les arts, le droit civil, la médecine. Il constate par contre que la Rome antique ne sert pas de modèle en politique et c'est la raison pour laquelle il a écrit ces livres : « Résolu d'arracher les hommes à cette erreur, j'ai cru nécessaire d'écrire, sur chacun des livres de Tite-Live que l'injure du temps a épargnés, tout ce qu'en comparant les événements anciens et les modernes je jugerais propre à faciliter l'intelligence, afin que ceux qui liraient mes discours pussent retirer de ces livres l'utilité que l'on doit rechercher dans l'étude de l'histoire ».
Machiavel note que les hauts faits de Rome relatés par Tite-Live "ont été conduits par conseil public ou privé", et qu'elles concernaient soit des choses à l'intérieur de la ville, soit des choses à l'extérieur de la ville, ce qui donne quatre combinaisons possibles. Il dit qu'il se limitera dans le livre I aux faits "advenus en la ville par conseil public" (Chp. 1).
Il existe trois sortes de bons gouvernements : monarchique, aristocratique et populaire, qui peuvent dégénérer, respectivement, en despotisme, oligarchie et anarchie. Machiavel souligne " aucun remède ne peut empêcher [l'un de ces modèles] de se précipiter dans l’État contraire, tant le bien et le mal ont dans ce cas de ressemblance." Rome, avec consuls, sénat et tribuns du peuple réunit les qualités des trois meilleurs types de gouvernement : "l'équilibre des trois pouvoirs donna naissance à une république parfaite" (Chp. 2).
Machiavel revient ensuite (Chp. 3) sur la création des tribuns pour "tenir sans cesse la balance entre le peuple et le sénat, et mettre un frein aux prétentions insolentes des nobles". Il pose que "tous les hommes sont méchants et disposés à faire usage de leur perversité toutes les fois qu’ils en ont la libre occasion".
Il poursuit (Chp. 4) en insistant sur le fait que les tribuns furent utiles à la république : "Si le tribunat doit son origine au désordre, ce désordre même devient digne d’éloges, puisque le peuple obtint par ce moyen sa part dans le gouvernement, et que les tribuns furent les gardiens des libertés romaines".
Ensuite (Chp. 5-6), il conseille de confier la garde de la liberté au peuple, qui saura mieux la conserver : " on doit toujours confier un dépôt à ceux qui sont le moins avides de se l’approprier. En effet, si l’on considère le but des grands et du peuple, on verra dans les premiers la soif de la domination, dans le dernier, le seul désir de n’être point abaissé, et par conséquent une volonté plus ferme de vivre libre ; car il peut, bien moins que les grands, espérer d’usurper le pouvoir. Si donc les plébéiens sont chargés de veiller à la sauvegarde de la liberté, il est raisonnable de penser qu’ils y veilleront d’un œil plus jaloux, et que ne pouvant s’emparer pour eux-mêmes de l’autorité, ils ne permettront pas que les autres l’usurpent."
En outre (Chp 7), il est nécessaire de "pouvoir accuser, soit devant le peuple, soit devant un magistrat ou tribunal quelconque, les citoyens qui auraient commis un délit contre [la] liberté", car les "accusations [de corruption, par exemple] sont propices à la république" lorsque les citoyens qui les formulent peuvent en prouver le bien-fondé devant un tribunal. Au contraire, les calomnies sont nuisibles (Chp. 8).
Machiavel explique ensuite (Chp. 9) comment le fondateur d'une république doit "agir seul" et obtenir le pouvoir absolu pour former un régime durable. Il approuve donc le meurtre par Romulus de son frère Remus et de son co-roi, Titus Tatius, car Romulus a "agi pour le bien commun et non pour satisfaire son ambition personnelle".
Machiavel montre ensuite (Chp. 10) qu'"autant les fondateurs d’une république ou d’un royaume sont dignes de louanges, autant sont blâmables ceux qui établissent la tyrannie ". Ce qu'on voit "sous le règne des bons empereurs", c'est "un prince en sûreté au milieu de ses paisibles sujets, le monde en paix, gouverné par la justice ; … le sénat jouissant de son autorité, les magistrats de leur dignité, et les citoyens opulents de leurs richesses ; la noblesse honorée ainsi que la vertu ; partout le bonheur et la tranquillité. D’un autre côté tout ressentiment, toute licence, toute corruption, toute ambition contenue ; [on voit] renaître cet âge d’or où chacun peut exprimer et soutenir sans crainte son opinion. Enfin [on voit] le monde triomphant, le prince environné de respect et de gloire, et les peuples heureux l’entourer de leur amour.".
Machiavel souligne ensuite (Chp. 11) l'importance de la religion, " l’auxiliaire le plus puissant pour maintenir la société". Il reproche toutefois (Chp. 12) à l'Église catholique de n'avoir " jamais été assez forte pour pouvoir occuper toute l’Italie, et [de n'avoir] pas permis qu’un autre s’en emparât, [ce qui] est cause que cette contrée n’a pu se réunir sous un seul chef et qu’elle est demeurée asservie à plusieurs princes ou seigneurs ; de là ces divisions et cette faiblesse, qui l’ont réduite à devenir la proie non-seulement des barbares puissants, mais du premier qui daigne l’attaquer."
Machiavel montre ensuite (Chp. 16), " combien il est difficile à un peuple, accoutumé à vivre sous les lois d’un prince, de conserver sa liberté, lorsque quelque accident heureux la lui a rendue " : il est indispensable de " tuer les fils de Brutus[Lequel ?] ", ceux pour qui " la liberté du peuple [est] comme une servitude. " afin d'affermir le nouveau pouvoir.
Par contre, quand un peuple corrompu (Chp. 17) recouvre sa liberté, "il ne peut que très-difficilement se maintenir libre", sauf à avoir recours à " des remèdes tout à fait extraordinaires " (qui peuvent aussi servir à conquérir la liberté) sur lesquels il revient ensuite (Chp. 18). Il y a besoin d'institutions pour régler l'État, et de lois pour réfréner "les désordres des citoyens". Le peuple romain lorsqu'il était corrompu n'attribuait plus les magistratures de la république aux citoyens vertueux ou capables ; les lois n'étaient plus proposées pour défendre l'intérêt général, mais celui des puissants. Il est quasiment impossible d'échapper à cette situation.
Il revient (Chp. 19) sur le cas de Rome, dont le premier et le troisième rois furent puissants : le premier établit les bases des institutions civiles, et ses successeurs poursuivirent sa tâche, même si le deuxième était doté de qualités moins éminentes. Le pouvoir aurait perdu toute vigueur si le troisième avait été faible aussi. Il ajoute qu'il " appelle princes faibles ceux qui négligent les arts de la guerre." Dans une république bien organisée, "le système des élections lui offre le moyen d’avoir ... une suite de chefs vertueux qui se succèdent à l’infini : héritage propice". (Chp. 20)
Suivent plusieurs chapitres comportant des indications sur l'art militaire. Ensuite (Chp. 24), Machiavel évoque les sanctions et récompenses à accorder aux citoyens : les services rendus à l'État doivent toujours être récompensés, mais " lorsqu’un citoyen a été récompensé pour s’être bien conduit, si par la suite il se comporte mal, on doit le punir sans égard pour ce qu’il a pu faire de bon " sinon les lois seraient bientôt toutes bafouées.
Machiavel explique ensuite (Chp 25) que si l'on veut changer un état, il faut conserver " au moins l’ombre des antiques usages " afin de ne pas donner l'envie de rétablir ces usages. Il affirme également (Chp. 26) qu'un prince établi récemment doit renouveler dès le commencement de son règne, toutes les institutions de l’État de sorte "qu’il n’y ait ni rang, ni ordre, ni emploi, ni richesses que l’on ne reconnaisse tenir de lui seul".
Il loue les Romains (Chp. 31) pour n'avoir pas fait usage, lorsque leurs généraux se faisaient battre, de rigueurs inutiles, d'avoir fait en sorte que "ceux qui commandaient leurs armées [aient] l’esprit libre et exempt de craintes, et de pouvoir prendre un parti sans être retenus par aucune considération étrangère, qu’ils ne voulaient pas ajouter à une chose déjà si difficile et si périlleuse par elle-même, des difficultés et des périls nouveaux, persuadés que ces craintes continuelles empêcheraient de conduire jamais aucune entreprise avec la vigueur nécessaire". Une république ou un prince doit en permanence bien traiter le peuple (Chp. 32).
Il explique ensuite (Chp. 33) que dans les dangers les plus pressants, il est utile de créer un dictateur, "c’est-à-dire de donner à un simple citoyen le droit de prendre une résolution sans consulter l’avis de personne, et de l’exécuter sans qu’on pût en appeler". Il précise au chapitre 34 que ce dictateur est nommé pour un temps limité, et ses pouvoirs limités à ce qui était nécessaire pour faire face aux dangers. Il vaut mieux, également, "temporiser avec le mal que de chercher à l’étouffer sur-le-champ." Il prend l'exemple des voisins de Rome pour lesquels il "eût été bien plus avantageux de chercher à l’apaiser et à la retenir en arrière par les avantages de la paix, que de lui donner, par la guerre, la pensée d’employer de nouveaux moyens d’attaque et de défense. La ligue de tant de peuples contre sa liberté ne fit que fortifier dans Rome la concorde et le courage, et la porter à chercher de nouveaux moyens d’accroître le plus promptement possible sa puissance. La création d’un dictateur fut du nombre de ces moyens. Cette institution fit surmonter les dangers les plus imminents, et permit d’obvier à une infinité de malheurs dont la république eût été accablée sans un tel secours ".
Il montre ensuite que "l’autorité du dictateur fut toujours avantageuse et jamais nuisible à la république romaine ; et c’est le pouvoir qu’usurpent les citoyens, non celui qu’ils obtiennent par de libres suffrages, qui peut nuire à la vie civile" (Chp. 34). Machiavel continue (Chp. 35) en disant que lorsque "dix citoyens [furent] élus par le peuple romain pour donner des lois à Rome", ils " devinrent bientôt des tyrans" : il eût fallu " faire attention à la manière de conférer l’autorité", et l’accorder pour un temps limité, comme pour le dictateur dont il a été question au chapitre 33. Faute de ces précautions, les décemvirs furent "délivrés des consuls, des tribuns, et de l’appel au peuple, aucun regard ne veilla plus sur leur conduite".
Après avoir souligné (Chp. 36) qu'"un citoyen [ne] se déshonore [pas] en acceptant un emploi inférieur, après en avoir rempli un plus important", Machiavel pose que "dans un gouvernement bien organisé l’État doit être riche et les citoyens pauvres" car la nature humaine veut que les hommes se battent parce que " le désir d’avoir l’emportant sans cesse sur la faculté d’acquérir, il en résulte un dégoût secret de ce qu’ils possèdent, auquel se joint le mécontentement d’eux-mêmes" : lorsque Rome voulut assurer une meilleure répartition des richesses par une loi agraire, la guerre civile s'alluma, à l'issue de laquelle César devint le tyran de Rome. Il eût fallu éviter de régler le problème par la loi, et employer à la place "le remède du temps".
Machiavel revient (Chap. 40) sur le décemvirat. Le pouvoir des décemvirs commença à faiblir seulement quand, Rome étant attaquée par les Sabins et les Volsques, ils durent faire appel au sénat. La cause du malheur de Rome tint dans " le désir trop ardent du peuple d’être libre, et celui non moins vif de la noblesse de dominer. Il existe trois sortes de bons gouvernements : monarchique, aristocratique ou populaire, qui peuvent dégénérer, respectivement, en despotisme, oligarchie et anarchie. Machiavel souligne " aucun remède ne peut empêcher [l'un de ces modèles] de se précipiter dans l’État contraire, tant le bien et le mal ont dans ce cas de ressemblance." Rome, avec consuls, sénat et tribuns du peuple réunit les qualités des trois meilleurs types de gouvernement : "l'équilibre des trois pouvoirs donna naissance à une république parfaite".
Il est question dans la suite des vertus et des vices des hommes. Un tyran devrait, nous dit Machiavel (Chp. 41) éviter de révéler sa vraie nature une fois qu'il a conquis le pouvoir et ainsi s'aliéner ceux qui l'ont soutenu jusqu'alors, à moins d'avoir trouvé d'autres soutiens ailleurs. Les législateurs doivent (Chp. 42) "mettre un frein aux passions des hommes, en leur ôtant l’espoir de pouvoir impunément s’égarer", tant il est facile pour un homme d'oublier la vertu contre de faibles avantages ou par ambition. Les armées doivent (Chp 43) "combattre sous l’influence de la liberté", pour leur propre gloire et non dans le dessein de toucher un faible salaire. Machiavel montre ensuite (Chp. 44) "l’incapacité d’une multitude sans chef" : le peuple doit avoir des tribuns reconnus comme chefs et qui oseront le défendre. De plus, pour "obtenir à tout prix ce que l’on désire", il faut se garder de "manifester tout à coup son dessein".
Machiavel analyse la fin d'Appius (Chp. 45) et conclut que "
C’est donner on mauvais exemple que de ne pas observer une loi, surtout lorsqu’on en est l’auteur". Par ailleurs, celui qui gouverne se met en danger s'il tient son peuple par la peur :  " il est dangereux pour une république ou pour un prince de tenir l’esprit des citoyens dans les terreurs continuelles, en faisant planer sans cesse sur eux les outrages et les supplices. Rien de plus dangereux qu’une pareille conduite ; car les hommes qui commencent à trembler pour eux-mêmes se précautionnent à tout prix contre les dangers ; leur audace s’accroît, et bientôt rien ne les arrête dans leurs tentatives.
"Il est donc nécessaire ou de n’offenser personne, ou de satisfaire à la fois tous ses ressentiments, puis de rassurer les citoyens, et de leur rendre la confiance et la tranquillité."
Ensuite, Machiavel établit (Chp. 46) que les hommes croient devoir "nécessairement être oppresseur ou opprimé" : cela les conduit à organiser leur défense, mais quand ils deviennent trop puissants, ils peuvent devenir dangereux, et l'État doit veiller à ce qu'ils ne puissent nuire à la liberté.
Machiavel considère ensuite (Chp. 47) que le jugement des gens du peuple est fiable "dans les affaires particulières, telles que la distribution des emplois et des dignités" ; par contre, ils sont "sujets à se tromper sur les affaires générales". Il en donne un exemple (Chap. 48) en montrant que les gens du peuple peuvent être manipulés lors des élections, et comment.
La république romaine, nous dit Machiavel, quoique libre, était "forcée chaque jour par les événements d’établir de nouvelles lois en faveur de la liberté" : pour les villes habituées à la servitude, il est évident qu'il est impossible d’y établir et conserver la liberté (Chp. 49). Il faut faire en sorte que rien ne puisse entraver les affaires d’un État (Chp. 50). Pour qu'une décision soit approuvée, celui qui la prend doit s’y prendre "de manière à se faire un mérite de la nécessité qui l’y contraignait" (Chp. 51). Le mieux pour "réprimer l’ambition d’un citoyen qui devient tout-puissant dans un État, c’est de le devancer dans les voies mêmes qu’il a prises pour parvenir à la grandeur" : les adversaires de Côme de Médicis, auraient dû, comme il le fit, se présenter comme les bienfaiteurs du peuple (Chp. 52). Le peuple peut se laisser "sédui[re] par l’image d’un bien trompeur", promesse d'un avantage ou de grandeur, alors que "sa propre ruine et celle de l’État seraient cachées sous ces apparences trompeuses" (Chp. 53). Pour ramener le peuple à la raison, il faut lui opposer un grand homme "dont la sagesse et les vertus inspir[ent] le respect" (Chp. 54). Une république ne peut s'établir que là où règnent la vertu et l'égalité. Les républiques "ne sauraient souffrir qu’aucun de leurs sujets se prétende gentilhomme ou vive comme s’il l’était". Inversement, un royaume ou une principauté ne peuvent éviter de s'appuyer sur des "gentilshommes de fait, et non pas de nom seulement ; en leur donnant des châteaux et des terres, en les environnant de faveurs, de richesses et de sujets : de sorte que, placé au milieu d’eux, il puisse appuyer sur eux son pouvoir, comme ils appuient sur lui leur ambition" (Chp. 55).
Les grands changements sont toujours précédés de signes qui les annoncent ou d’hommes qui les prédisent : "Il pourrait se faire cependant que les airs, suivant l’opinion de quelques philosophes, soient remplis d’intelligences célestes, qui, par leur nature, connaissent l’avenir, et qui, touchées de pitié pour les hommes, les avertissent par de tels pronostics, afin qu’ils puissent se préparer à la défense. Quoi qu’il en soit, il n’en est pas moins vrai que, toujours après de semblables prodiges, les empires ont éprouvé des révolutions extraordinaires et inattendues" (Chp 56). "Réunis, les hommes sont remplis de courage, mais ... lorsque chacun vient à réfléchir à son propre danger, il devient faible et lâche", à moins de s'être choisi "dans son sein un chef qui la dirige, qui la tienne unie, et qui pourvoie à sa défense" (Chp. 57). Machiavel, contre "Tite-Live et tous les autres historiens", établit que "La multitude est plus sage et plus constante qu’un prince" - tant qu'elle est "sous l’empire d’une bonne constitution", même si les princes "se montrent supérieurs aux peuples pour former un code de lois, créer les règles de la vie civile, établir des institutions ou des ordonnances nouvelles". En cas de crise, "[l]es discours d’un homme sage peuvent ramener facilement dans la bonne voie un peuple égaré et livré à tous les désordres ; tandis qu’aucune voix n’ose s’élever pour éclairer un méchant prince ; il n’existe qu’un seul remède, le fer. Quel est celui de ces deux gouvernements qu’un mal plus grand dévore ? La gravité du remède l’indique".
Les alliances avec une république sont plus fiables que celles que l’on contracte avec un prince (Chp. 59).
À Rome, le consulat et toutes les autres magistratures étaient attribués sans considération d’âge ni de naissance, mais selon le mérite (Chp 60, dernier du livre I).

### Livre II
Dans le livre II, Machiavel montre comment les Romains réussirent à accroître leur empire, en étant toujours prêts au combat, avec le goût de la gloire et celui de la liberté. Il souligne le fait que le peuple agit dans l'intérêt général, et que ce n'est que dans les républiques que l’intérêt commun est respecté. Il montre combien sont compatibles cet intérêt commun, la liberté, et la production de richesses. Enfin, il revient sur l'effet débilitant du christianisme, qui a placé « le bien le plus haut dans l'humilité, l'avilissement et le dénigrement des choses humaines […] la religion antique a placé le bien le plus haut dans la grandeur d'âme » (chp 2).
Dans l'avant-propos du Livre II, Machiavel commence par expliquer pourquoi certaines personnes "font l'éloge du temps passé et blâment le temps présent". Il avance que le monde ne devient ni meilleur, ni pire, mais que le bien et le mal "pass[ent] d'un pays à un autre". Il entend louer les anciens Romains et dénoncer les travers des temps présents afin d'indiquer aux jeunes gens ce qu'ils devront essayer de faire.
Il termine en disant qu'après avoir traité du "gouvernement intérieur de la république", il va consacrer le livre II à ce que firent les Romains pour accroître leur empire.
Machiavel souligne (Chp. 1) que "C’est au courage de ses armées qu’elle [Rome] dut l’empire ; mais c’est à sa sagesse, à sa conduite, et au caractère particulier que sut lui imprimer son premier législateur, qu’elle dut la conservation de ses conquêtes". Un prince ou un peuple doivent faire savoir qu'ils sont redoutables : on ne les attaquera que par nécessité, et ils pourront toujours attaquer eux-mêmes, en prenant soin d'apaiser les autres adversaires éventuels (en les impressionnant ou en endormant leur prudence). Il dit ensuite que les Romains cherchaient des appuis dans les pays qu'ils attaquaient, "pour faciliter leurs entreprises, faire de nouvelles conquêtes, et consolider leur puissance".
Il montre ensuite (Chp. 2) que les pays voisins défendirent leur liberté avec opiniâtreté. Il l'explique par le fait que "les cités n’ont accru leur puissance et leurs richesses que pendant qu’elles ont vécu libres". Il entre dans les détails : "ce n’est pas l’intérêt particulier, mais celui de tous qui fait la grandeur des États. Il est évident que l’intérêt commun n’est respecté que dans les républiques : tout ce qui peut tourner à l’avantage de tous s’exécute sans obstacle ; et s’il arrivait qu’une mesure pût être nuisible à tel ou tel particulier, ceux qu’elle favorise sont en si grand nombre, qu’on parviendra toujours à la faire prévaloir, quels que soient les obstacles que pourraient opposer le petit nombre de ceux qu’elle peut blesser." Un prince, au contraire, n'agit que dans son intérêt. Machiavel affirme que "les peuples de l’antiquité étaient plus épris de la liberté que ceux de notre temps" : c'est là l'effet du christianisme qui désigne "l’unique chemin du salut", alors que les païens "estimaient beaucoup la gloire". Il termine sur le thème de la religion en disant que "si notre religion exige que nous ayons de la force, c’est plutôt celle qui fait supporter les maux, que celle qui porte aux grandes actions". Il revient ensuite sur l'avantage que présente la liberté pour la production de richesses : " chacun cherche avec empressement à augmenter et à posséder les biens dont il croit pouvoir jouir après les avoir acquis. Il en résulte que les citoyens se livrent à l’envi à tout ce qui peut tourner à l’avantage de chacun en particulier et de tous en général, et que la prospérité publique s’accroît de jour en jour d’une manière merveilleuse".
Une cité, pour devenir puissante, nous dit Machiavel (Chp. 3) doit "la remplir d’habitants". On peut y parvenir soit par l’affection (accueil des étrangers), soit par la force (destruction des villes voisines, "et en forçant leurs habitants à venir habiter dans vos murs"). Ces deux moyens combinés permirent à Rome d'avoir de nombreux soldats, et de dominer les autres cités.
Les républiques ont employé trois moyens pour s’agrandir (Chp. 4) : le second moyen, mis en œuvre par les Romains, est le plus efficace : s’associer des alliés, mais de manière à se conserver le commandement, le siège de l’empire et la gloire de l’entreprise, sans que les alliés s'en aperçoivent ; le premier moyen, moins efficace, est de former une ligue de plusieurs républiques égales ; le troisième moyen (entreprise vouée à l'échec) est de se faire des sujets immédiats, et non des alliés.
La mémoire du passé s'efface (Chp. 5) " par des causes diverses, dont une partie provient des hommes (changements de religion et de langue, les nouveaux pouvoirs effacent les traces des anciens), et l’autre du ciel (peste, famine et inondations)". Machiavel est sévère avec l'Eglise catholique : " Lorsqu’on lit les moyens employés par saint Grégoire et par les autres chefs de la religion chrétienne, on est frappé de l’acharnement avec lequel ils poursuivirent tout ce qui pouvait rappeler la mémoire de l’antiquité ; brûlant les écrits des poètes et des historiens, renversant les statues, et mutilant tout ce qui portait la marque des anciens temps. Si une nouvelle langue avait favorisé ces ravages, quelques années auraient suffi pour tout faire oublier".
Le but de celui qui fait la guerre étant d’acquérir et de conserver ses conquêtes, et de s'enrichir, il ne faut donc ni épuiser le pays conquis, ni sa propre patrie. Par conséquent, les Romains engageaient des forces considérables pour l'emporter rapidement. Pour prix de leur victoire, les Romains obtenaient des traités avantageux, sous forme d'"une cession de terrain, que l’on convertissait en domaines particuliers, ou que l’on consignait à des colonies, qui, placées sur les frontières des États vaincus, servaient de rempart à celles des Romains, au grand avantage des colons qui possédaient ces terres, et à celui même du peuple de Rome, qui y trouvait une défense qui ne lui coûtait rien." Il restait alors à "épuis[er] à la longue l’ennemi par des guerres renouvelées sans cesse, en détruisant ses armées, en ravageant son territoire". Plus tard, les soldats furent payés, ce qui permit de faire des guerres plus longues et plus lointaines (tout en continuant à chercher une victoire rapide). En revanche, la part de l'Etat sur les butins s'accrut, et l'Etat s'enrichit (Chp. 6).
Les colons recevaient des terrains de taille modique : il fallait utiliser la zone conquise pour y mettre le plus grand nombre possible de colons, puisqu'ils étaient également "destinés à la garde du pays" ; c'était aussi un moyen de les pousser à bien exploiter leurs terres (Chp. 7). Machiavel en vient ensuite (Chp. 8) à distinguer "deux espèces de guerres" : l'une a pour but la conquête de nouveaux territoires, la population en souffre moins. Le vainqueur veut seulement obtenir "l’obéissance des peuples ; et le plus souvent il les laisse vivre sous leurs propres lois, et toujours il leur conserve leurs propriétés et leurs richesses" après avoir renversé leurs maîtres. Dans l’autre espèce de guerre, un peuple entier fuit son pays pour cause de famine ou de guerre : le but est alors de "se rendre le maître absolu du pays, après en avoir expulsé ou égorgé les anciens habitants."
Machiavel recherche (Chap. 9) les causes des guerres, quand il n'y a pas simplement de désir d'en déclencher une : l'enchaînement des circonstances ; la défense de l'honneur ; la gloire ; la volonté d'une cité de pousser une autre cité à entrer en guerre pour la défense de la première, soit en tant qu'allié, soit en tant que sujet.
Machiavel (Chap. 10) soutient que "ce n’est pas l’argent qui est le nerf de la guerre, mais une bonne armée" : "des troupes braves et nombreuses, des généraux expérimentés, et une fortune propice".
On ne devrait passer alliance qu'"avec un prince qui ... peut vous secourir" : si ce prince règne sur un territoire lointain, ou s'il a besoin de ses forces pour une autre raison, l'alliance est inutile ou nuisible (Chp 11).
Dans certains cas, il vaut mieux, "lorsqu’on craint d’être attaqué, porter la guerre chez [s]on ennemi que d’attendre chez soi" : cela permet de se rendre maître du territoire ennemi, d'affaiblir celui-ci, et d'empêcher une éventuelle contre-offensive. De plus, les soldats qui attaquent sont plus vaillants et n'ont plus d'autre choix que de se battre.
De l’autre côté, en attendant l’ennemi, on peut lui créer des difficultés d'approvisionnement ; on connaît mieux le terrain ; on peut réunir plus facilement ses forces, compenser ses pertes, envoyer des renforts... Quand vous défendez votre territoire, "vous mettez toutes vos forces au hasard d’une bataille, mais non toute votre fortune ; au lieu qu’en portant la guerre loin de votre pays, vous risquez toute votre fortune et non toutes vos forces." En laissant l'ennemi "s’emparer d’un grand nombre de places", il se trouve obligé de les défendre, et a moins de forces disponibles pour le combat. Machiavel établit une distinction entre pays toujours préparés à la guerre (Rome), et ceux qui sont dépourvus d’armées : la force de ces derniers tient dans leur richesse, et leur capacité à en disposer. Ils doivent donc garder leur pays à l’abri des ravages de la guerre. Par contre, pour un pays comme Rome, difficile à attaquer (et prompt à attaquer lui-même), il vaut mieux "attendre dans ses États un ennemi puissant et dangereux, et ne jamais le prévenir" (Chp 12).
" Les hommes s’élèvent rarement d’une basse fortune au premier rang … sans employer la force ou la fourberie". La force seule ne suffit pas, la fourberie seule réussit souvent. Machiavel ajoute que "plus cette fraude se dérobe aux regards, comme celle qu’employèrent les Romains, moins elle mérite le blâme" (Chp. 13).
La modération nuit souvent en particulier face à ceux qui éprouvent pour vous de la haine, chez qui elle risque d'accroître l’orgueil et l’insolence. On ne doit rien céder si on croit pouvoir l'éviter et ne céder qu'à la force. Si vous montrez que vous la craignez, l'ennemi augmentera ses exigences. Vos alliés éventuels se détourneront s'ils vous trouvent faibles ou lâches. En vous préparant au combat, vous gagnez l'estime des adversaires et des alliés. Si, une fois la guerre déclarée, plusieurs ennemis se liguaient contre vous, il faut "abandonner à l’un d’entre eux quelques-unes de vos possessions, afin de gagner son amitié et de le détacher de la ligue de vos ennemis" (Chp 14).
Lorsqu’on doit prendre une décision importante, il faut, sans tarder, examiner la situation puis rapidement "embrass[er] une ferme résolution, et détermin[er] un plan de conduite" (Chp 15).
Machiavel entreprend dans les chapitres suivants de montrer que les institutions militaires des anciens étaient avantageuses : il revient sur la Guerre latine qui opposa Rome aux autres membres de la Ligue latine et rappelle que les trois corps des armées étaient disposés l'un derrière l'autre : pour vaincre, il fallait en fait trois victoires successives. "Ce qui empêche nos armées [contemporaines] de se rallier jusqu’à trois fois, c’est qu’on a négligé l’ordonnance qui permettait à une division de se reformer dans les rangs d’une autre" (Chp 16).
Il examine ensuite (Chp. 17) les changements qu'entraîne le développement de l'artillerie, pour conclure "que l’artillerie est utile dans une armée lorsqu’elle se mêle à l’antique courage, mais que rien n’est plus inutile lorsqu’elle se trouve dans une armée sans courage, qu’attaque un ennemi valeureux". D'autre part (Chp. 18), "le fondement et le nerf des armées, ce que l’on doit le plus estimer, c’est l’infanterie", et non la cavalerie.
Machiavel voudrait ensuite convaincre qu'"augmenter la population de ses États, se faire des alliés et non des esclaves, établir des colonies à la garde des pays conquis, s’enrichir des dépouilles des vaincus, subjuguer l’ennemi par des invasions et des batailles, et non par des sièges, accroître sans cesse le trésor public, maintenir la pauvreté parmi les citoyens, et surtout conserver scrupuleusement toutes les institutions militaires, c’est le vrai moyen d’agrandir une république et d’élever un empire." La guerre est indispensable pour obtenir le respect des pays voisins, et permet de garder ses propres habitants sous contrôle. Il faut accroître ses forces en formant des alliances avec ses voisins, ou en faisant des conquêtes pour s'enrichir (Chp. 19).
Les pires troupes sont les troupes mercenaires : le prince ou la république n'ont aucune autorité sur elles. Il ajoute qu'"un prince ou une république qui a quelque ambition ne peut trouver une occasion plus favorable d’envahir une ville ou une province, que celle où ses armées sont appelées pour la défendre" (Chap. 20).
Machiavel recommande de réserver la force comme dernière ressource. Il fait observer que les Romains "laissaient vivre sous leurs propres lois les villes qu’ils ne détruisaient pas, même celles qui se soumettaient à eux, non comme alliées, mais comme sujettes ; ils ne laissaient apercevoir chez elles aucun signe qui pût y rappeler la souveraineté du peuple romain ; ils leur imposaient seulement quelques conditions ; et tant que ces conditions étaient observées, ils respectaient et leur gouvernement et leur dignité. On sait qu’ils maintinrent ces principes jusqu’au moment où ils se répandirent hors de l’Italie, et où ils commencèrent à réduire les royaumes et les républiques en provinces romaines." Il ajoute plus loin : "D’ailleurs, plus vous paraissez éloigné de vouloir les asservir, plus les hommes sont disposés à se jeter dans vos bras ; et ils redoutent d’autant moins que vous attentiez à leur liberté, que vous paraissez envers eux plus humain et plus bienveillant. Cette bienveillance et ce désintéressement engagèrent seuls les Capouans à demander un préteur aux Romains ; et si Rome avait témoigné le moindre désir d’en envoyer un, leur jalousie se serait soudain éveillée, et ils se seraient sur-le-champ éloignés d’elle" (Chp 21).
Les hommes se trompent souvent, sauf ceux qui sont vertueux et éclairés. Mais ceux-ci sont souvent haïs, ou en butte à l’ambition de leurs rivaux. Toutefois dans l'adversité on refait attention à l'avis des hommes sages (Chp. 22). Les chapitres suivants donnent quelques exemples d'erreurs.
Les demi-mesures sont "toujours si dangereuses lorsqu’il s’agit de punir les hommes". Machiavel prend un exemple : "lorsqu’il s’agit de décider du sort d’une ville puissante et accoutumée à l’indépendance, il faut ou la détruire, ou la traiter avec douceur ; toute autre manière d’agir est inutile ; mais ce qu’il faut éviter par-dessus tout, ce sont les termes moyens, car rien n’est plus funeste" (Chp. 23).
Les forteresses sont en général plus nuisibles qu’utiles. Qui a une forteresse se sent encouragé à opprimer ses sujets, ce qui les "excite à [s]a ruine". L'autorité doit s’appuyer "sur l’affection de leurs sujets". » Contre l'ennemi, la forteresse est inutile, les troupes utilisées pour la défendre sont mieux utilisées à combattre (Chp. 24).
"Vouloir profiter de la désunion qui règne dans une ville pour s’en emparer est un parti souvent nuisible" : ceux qui sont attaqués oublient vite leurs dissensions.
Face à des villes en proie aux dissensions, il vaut mieux "les laiss[er] achever de se corrompre dans les délices de la paix." . Le plus efficace est "de s’offrir comme arbitre entre les partis jusqu’au moment où ils prennent les armes" et alors "encourager le parti le plus faible..., "l’exciter à faire la guerre et à se consumer lui-même" (Chp. 25)
Machiavel considère qu’un hommes sage doit "s’abstenir de proférer contre qui que ce soit [, ami ou ennemi], des paroles menaçantes ou injurieuses, parce que, loin d’affaiblir les forces d’un ennemi, la menace le fait tenir sur ses gardes, et que l’injure accroît la haine qu’il vous porte, et l’excite à chercher tous les moyens de vous nuire", sans procurer aucun avantage (Chp. 26).
Il doit suffire aux princes et aux gouvernements sages d’obtenir la victoire [assurée] ; ceux qui veulent aller au delà [, atteindre un objectif plus grand, mais incertain,] y trouvent ordinairement leur perte. Un prince attaqué par plus puissant que lui doit accepter un accommodement (Chp. 27).
"Il est dangereux pour un prince ou pour une république de ne point venger une injure faite soit au gouvernement, soit à un particulier" : celui qui n'obtient pas réparation cherche à se venger, contre celui qui aurait dû sévir (Chp. 28).
Le ciel (ou la fortune) influence les événements humains, il ne faut donc ni trop louer ceux qui réussissent, ni blâmer les autres ; "les hommes peuvent bien seconder la fortune, mais non s’opposer à ses décrets". C'est là aussi une raison pour ne jamais désespérer : "les décrets de la fortune sont toujours enveloppés d’un nuage" (Chp. 29).
"Les républiques ou les princes dont la puissance est réelle n’achètent point des amis à prix d’argent, mais les acquièrent par leur courage et la réputation de leurs forces" (Chp. 30)
Il est dangereux de faire confiance à ceux qui ont été bannis de leur patrie (Chp. 31).
Machiavel détaille ensuite "les divers moyens que les Romains mettaient en usage pour se rendre maîtres des places ennemies." Les Romains trouvaient que mettre un siège à une ville était trop dispendieux et incommode : "La manière dont ils s’emparaient d’une ville était de la prendre d’assaut ou par capitulation" (volontairement ou par force après un siège - rarement - ou à cause du harcèlement ininterrompu par l'assaillant)." Quand l'assaut ne suffisait pas, ils s'attaquaient aux murailles pour s'introduire dans la place.
Ils pouvaient se porter à la hauteur des murailles en utilisant des tours de bois ou des levées de terre appuyées aux murs extérieurs de la ville.
Les défenseurs pouvaient "remplir de plumes des tonneaux et d’y mettre le feu ; lorsqu’ils étaient tout en flammes, on les jetait dans la mine, et bientôt la fumée y répandait une infection qui empêchait l’ennemi de pénétrer." Ils pouvaient incendier les tours, empêcher la formation des levées en apportant la terre à l'intérieur de l'enceinte.
"Il est ... rare qu’on s’empare d’une ville par la ruse ou par les intelligences qu’on y entretient" dit Machiavel à la fin du chapitre précédent, parce que "le moindre obstacle renverse tous vos desseins" (difficulté de mettre sur pied des complots, risque de trahison, erreur dans l'exécution) (Chp 32).
Les Romains laissaient les généraux de leurs armées entièrement libres dans leurs opérations. Ainsi le succès est dû au général, qui est plus motivé, connaît mieux la situation et peut agir plus rapidement (Chp 33).

### Livre III
Un état - et une religion - se corrompent peu à peu, s'éloignant de leurs idéaux fondateurs : il faut alors revenir aux principes de départ, par tous les moyens, et "fai[re] rentrer dans les bornes celui qui s’en était écarté" (chp. 28). Il faut réinstaurer le respect des institutions et des valeurs. Pour les dirigeants, cela implique de donner le pouvoir aux hommes vertueux ; de les obliger à rendre compte fréquemment de leur conduite ; de fixer un terme à leurs mandats. Il faut, d'autre part, entretenir le goût de la gloire plutôt que celui de l'argent, faire en sorte que le peuple redécouvre l'importance de la religion et de la justice, et retrouve de l’estime pour les citoyens vertueux. La pauvreté (relative) est utile à l'état et à l'église ; la richesse est cause de leur perte. Machiavel a en tête une société fluide dans laquelle le général retrouve sa charrue, après son mandat, tandis que l'homme du peuple vertueux peut accéder aux plus hautes fonctions. Le pouvoir s'appuie sur des soldats bien entraînés et une armée bien organisée dirigée par un homme courageux, tout entier au service de l'état et non à celui de son ambition personnelle, qui n'hésite pas à faire preuve de la plus grande rigueur pour "ramène[r] les institutions à leur principe et la rappelle[r] à son antique vertu."
Machiavel annonce dans la conclusion du chapitre 1 que le livre entier portera sur "l’exemple des simples citoyens [, qui] contribua à la grandeur de Rome, et l’influence qu’il exerça sur la république." 
Les paragraphes précédents montrent que "Pour qu’une religion et un État obtiennent une longue existence, ils doivent être souvent ramenés à leur principe", c'est-à-dire "ressaisir leur premier éclat et le premier moteur de leur accroissement" alors que sans cet effort, ils se corrompent peu à peu.
Cet effort peut être provoqué par un "désastre étranger" (une attaque) qui permet au peuple de redécouvrir l'importance de la religion et de la justice, et de l’estime pour les citoyens vertueux. Il y a d'autres façons, meilleures, de provoquer ce redressement comme "oblige[r] les membres de l’État à rendre un compte fréquent de leur conduite". Ce peut être aussi l'influence d’"un homme vertueux qui, né au milieu de ses concitoyens, les instruise d’exemple, et dont les nobles actions aient sur eux la même influence que les lois ... destinées à restreindre] l’ambition et l’orgueil des citoyens." Ceux qui outre-passent les lois doivent être sanctionnés : "S’il n’arrive pas un événement qui réveille la crainte du châtiment et qui rétablisse dans tous les cœurs l’épouvante qu’inspirait la loi, les coupables se multiplient au point qu’on ne peut désormais les punir sans danger."
Les religions doivent aussi être régénérées : sans saint François et saint Dominique, l'Eglise catholique "serait aujourd’hui entièrement éteinte ; mais, en remettant en vigueur la pauvreté et l’exemple du Christ, ils la réveillèrent dans l’esprit des hommes, où elle était déjà expirante ; et leurs règles nouvelles ont conservé un tel crédit, que la corruption des prélats et des chefs de la religion n’a pu causer sa ruine." Les monarchies doivent aussi se renouveler (Chap 1).
Machiavel admire Brutus pour avoir simulé un temps la folie, sans doute "pour échapper à l’observation, et saisir plus facilement le moment d’accabler les tyrans et de délivrer sa patrie, si cette occasion s’offrait jamais à lui" : lorsqu'on dispose d'une force insuffisante pour déclarer une guerre ouverte à son ennemi, il est bon de dissimuler, de protester de son amitié, tout en se préparant. On est presque toujours obligé de choisir entre "être si près des princes que leur ruine vous accable" ou "si éloigné que, lorsqu’ils sont renversés, vous ne puissiez soudain vous élever sur leurs débris." Contrefaire l'insensé est un moyen terme. Machiavel ajoute que "de dire, de voir et de faire une foule de choses contraires à votre pensée, et dans la seule vue de complaire à un prince" n'est pas un choix si différent (Chp. 2).
Machiavel poursuit l'éloge de Brutus qui, pour conserver la liberté qu'il venait de rendre à sa patrie, fit preuve de sévérité pour la conserver, allant jusqu'à faire condamner et excécuter ses propres fils (impliqués dans un complot) parce qu'"il est nécessaire qu’un exemple terrible épouvante les ennemis du nouvel ordre de choses" (Chp. 3).
Machiavel donne ensuite des exemples montrant qu'"il est difficile et dangereux de dépouiller un prince du trône et de le laisser vivre" (Chp. 4).
Tarquin le Superbe, "s’il eût observé les lois établies anciennement par les autres rois," aurait gardé sa couronne. Il aurait dû respecter "les libertés qu[e Rome] avait su conserver sous ses autres rois", celles du sénat et du peuple (Chp. 5).
Le chapitre 6 porte sur les conjurations, et il est extrêmement long. Elles sont nombreuses, et dangereuses. Machiavel veut "apprendre aux princes à se garantir de ces dangers, et aux peuples à s’y engager moins témérairement".
Machiavel admire la maxime de Tacite : « Que les hommes doivent respecter le passé, se soumettre au présent, désirer de bons princes, et les supporter tels qu’ils sont. » 
Machiavel établit d'abord que "Les conjurations peuvent être dirigées contre un prince" : il en examine les causes : "Elles sont nombreuses ; mais il en est une entre autres de la plus grande importance : c’est la haine générale. En effet, lorsqu’une haine universelle environne le prince, faut-il s’étonner si quelques citoyens qu’il aura plus offensés que les autres nourrissent dans leur cœur le désir de la vengeance, et si ce sentiment acquiert chaque jour de nouvelles forces par cette aversion générale dont ils le voient poursuivi ?" Un prince doit donc éviter de se faire haïr, et éviter d'abord qu'un homme se sente menacé d'un outrage contre sa personne. Un homme est susceptible d'être dangereux aussi si on s'en prend à ses richesses ou à son honneur.
La deuxième cause, "non moins importante, qui engage les hommes à conspirer contre un prince, est le désir de briser le joug sous lequel il fait gémir la patrie".
Le danger pour le prince peut venir d'un homme seul, et n'importe quel genre d'homme peut vouloir se venger d'un prince. Les conjurations à proprement parler, quant à elles, " ont [toujours] été conçues par des grands ou des courtisans admis dans l’intimité du prince, parce que les autres, à moins d’être entièrement insensés, ne peuvent former de complot." Ceux-là " ont été excités autant par de trop grands bienfaits que par de trop cruels outrages" mais ce sont ceux qui ont reçu trop de bienfaits qui sont le mieux placés pour le tuer, les autres n'ayant pas accès au prince. Celui-ci doit donc laisser ses proches espérer obtenir autre chose que le trône : "Ainsi il ne doit pas donner à ses amis une telle autorité qu’il ne reste plus d’intervalle entre elle et le trône : il faut qu’il laisse au milieu quelque chose à désirer..." Machiavel examine ensuite les raisons pour lesquelles les complots réussissent rarement. Ils sont souvent découverts, " soit par trahison, soit par imprudence, soit par légèreté," ou par conjecture (si un homme fait soudain son testament…). Pour réussir, il faut "ne pas laisser aux conjurés le temps de vous accuser, en ne les instruisant de vos projets qu’au moment de leur exécution, et jamais auparavant." Si on doit quand même révéler ses projets, "que ce ne soit qu’à une seule personne dont on ait fait une longue expérience, ou qui soit animée des mêmes sentiments," et sans laisser de trace écrite. Il existe une autre circonstance dans laquelle une conspiration réussit souvent : " quand la nécessité vous contraint à porter au prince le coup dont lui-même vous menace, surtout quand ce danger est tellement imminent que vous n’avez que le temps de songer à votre sûreté ".
Ensuite, Machiavel analyse les circonstances conduisant à l'échec d'un complot au moment de l'exécution : " Quant aux dangers qu’on court au moment de l’exécution, ils naissent, ou d’un changement dans les dispositions [c'est-à-dire dans le plan qui avait été mis au point], ou d’un moment de faiblesse dans l’exécuteur, ou d’une erreur qu’il commet par imprudence, ou de n’avoir pas mis la dernière main à l’œuvre, en laissant subsister une partie de ceux dont la mort était résolue." Sur ce dernier point, Machiavel précise plus loin qu'il vaut mieux " éviter avec soin de conspirer à la fois contre plusieurs personnes " tant le succès est incertain, et tant cela détermine le survivant à se venger. Machiavel ajoute encore que "L’exécution d’un complot peut être interrompue par une fausse imagination [par exemple, un fait que l'on prend, à tort, pour une preuve de trahison] ou par un accident imprévu au moment d’agir,"   ce dernier point étant une incitation à prévoir toute éventualité. Après le succès d'un complot, il faut encore se garder d'un éventuel vengeur de sa victime, ceux qui " qui ont des droits à sa succession ", ou du peuple qui aimait la victime.
Machiavel en vient ensuite à parler des " complots formés contre la patrie [, qui] offrent bien moins de périls pour les conjurés que ceux qui sont dirigés contre un prince. Il y a, en effet, beaucoup moins de danger à les tramer : ces dangers dans l’exécution sont les mêmes ; mais après l’exécution, il n’en reste plus aucun". Il est facile pour un citoyen de trouver des stratagèmes pour parvenir à la tyrannie, et difficile pour une république de l'éviter. Mais l'exécution du complot est difficile " parce qu’il est bien rare que vos propres forces puissent suffire lorsque vous conspirez contre l’immense majorité. " Ceux qui sont à la tête d'une armée peuvent se saisir du pouvoir par la force ; les autres doivent recourir aux forces de l'étranger, ou " employer une conduite pleine d’art et de ruse " (employer le poison).
Lorsqu'une conspiration échoue, elle atteint quand même le prince : " si [les conspirations] sont découvertes, et qu’ils fassent périr les conjurés, on ne peut empêcher de croire qu’elles n’aient été inventées par eux pour assouvir leur cruauté et leur avarice aux dépens de la vie et des richesses de ceux auxquels ils ont ravi le jour".
Machiavel détaille enfin la marche à suivre quand un prince ou une république découvrent une conspiration dirigée contre eux. Si les conjurés sont puissants, il faut gagner du temps pour réunir des forces suffisantes pour en venir à bout, et donc leur faire croire qu'ils ont " tout le temps nécessaire pour exécuter leur complot ". Le meilleur moyen est de " laisser entrevoir avec adresse aux conjurés une occasion prochaine de pouvoir se déclarer, afin qu’en attendant ce moment favorable, ou s’imaginant avoir du temps devant eux, ils donnent à l’un ou à l’autre le temps de les châtier. " Dans l'autre cas, " quand une conspiration est faible, on peut et l’on doit la réprimer sans balancer" (Chp. 6).
Lors du passage de la liberté à la servitude, ou de la servitude à la liberté, il se produit des effusions de sang quand "les intérêts du plus grand nombre" ont été lésés par ceux qui ont conquis le pouvoir par la violence : ces victimes se vengent lorsqu'elles ont l'occasion de renverser leur nouveau maître. Au contraire, il n'y a pas d'effusion de sang généralisée quand un état qui avait été établi par consentement unanime s'écroule (Chp. 7).
Celui qui veut "usurper le pouvoir dans une république et y établir de mauvaises institutions" doit choisir une "république dépravée par le temps, et amenée au désordre peu à peu, et de génération en génération". Dans une république vertueuse, celui qui cherche la gloire doit choisir une autre voie. De manière plus générale, le succès couronne ceux qui savent s'adapter aux temps où ils vivent (Chp. 8).
Pour réussir, il faut "fai[re] concorder, ainsi que j’ai dit, sa conduite au temps", "n’agi[r] jamais que selon que l’exige la nature" (la situation), et être capable de changer selon "la diversité des temps". L'avantage d'une république sur une principauté, c'est la "diversité des citoyens qu’elle renferme" : elle peut s'adapter plus facilement qu'un prince "accoutumé à n’agir que d’une manière" et qui ne change donc jamais (à cause de sa nature, et parce que "quand une manière d’agir a souvent réussi à un homme, il est impossible de lui persuader qu’il sera également heureux en suivant une marche opposée.") Les institutions doivent aussi s'adapter aux changements de circonstances, sinon l'Etat décline lentement (Chp 9).
Ceux qui font la guerre aujourd'hui ont tort de "s’éloigne[r] de ce que faisaient les anciens". Ils devraient notamment savoir qu'"Un général ne peut éviter la bataille quand son adversaire veut à tout prix l’y contraindre". C'est encore plus vrai quand ce général envahit un territoire ennemi. Il n'y a qu'une exception : si "vous possédez une armée courageuse et disciplinée, et que l’ennemi n’ose venir vous attaquer dans les positions formidables où vous vous trouvez, ou lorsque votre adversaire, ayant à peine mis le pied sur votre territoire, est aussitôt réduit à souffrir de la rareté des vivres" (Chp. 10).
"Celui qui a à lutter contre de nombreux adversaires parvient à l’emporter, malgré son infériorité, s’il peut soutenir le premier choc" : il faut être assez fort pour pouvoir temporiser, et ainsi "avoir le temps de gagner quelques-uns de ceux qui étaient ligués contre" soi, "mettre la désunion parmi les alliés". En examinant les moyens mis en œuvre pour faire échec à "La puissance tribunitienne, enorgueillie par son propre pouvoir", Machiavel observe que l'équilibre entre les forces fut rétabli parce qu'"il se trouvait toujours parmi [les tribuns] quelque homme faible ou corruptible, ou ami du bien public, on lui inspirait l’idée de s’opposer à la volonté de ses collègues toutes les fois qu’ils voulaient mettre en avant quelque motion contraire aux désirs du sénat. Ce remède tempéra d’une manière efficace cette grande autorité, et fut pendant longtemps favorable à la république". Machiavel applique ensuite son propos à toutes les fois où un adversaire seul s'oppose à une ligue, même plus puissante. Il est "certain que celui qui est seul demeurera vainqueur, pourvu que ses forces soient assez grandes pour pouvoir résister aux premières attaques, et qu’en temporisant il puisse attendre un moment plus favorable" pour "semer la mésintelligence parmi le grand nombre, et [...] affaiblir ainsi ce corps qui semblait si robuste"" (Chp. 11).
Machiavel rappelle ici que "Les capitaines de l’antiquité, convaincus du pouvoir de la nécessité, et combien elle redouble l’ardeur des troupes dans le combat, employaient toutes les ressources de leur génie à placer leurs soldats dans l’obligation de lui obéir. Mais, d’un autre côté, ils n’étaient pas moins attentifs à en dégager leurs adversaires. Aussi les voyait-on quelquefois ouvrir à l’ennemi les chemins mêmes qu’ils auraient pu lui fermer, et fermer à leurs propres soldats ceux qu’ils pouvaient laisser ouverts". Un capitaine doit donc comprendre si l'ennemi se sent dans l'obligation de se défendre (dans ce cas, il combatra "avec le courage du désespoir") : il peut alors agir pour que l'ennemi ne craigne pas le châtiment, promettre le pardon, leur laisser une voie pour s'enfuir ou alors s'engager à ne faire tomber la sanction que contre le "petit nombre d’ambitieux qui les asservissent" (Chp 12).
Tite-Live essaie de "prouver que la république romaine dut sa grandeur bien plus à l’habileté de ses généraux qu’au courage de ses soldats". A la fin de son analyse, Machiavel se dit "convaincu qu’on doit avoir plus de confiance en un capitaine qui aurait le loisir d’instruire ses soldats, et la facilité de les armer, qu’en une armée indisciplinée qui aurait choisi son chef d’une manière tumultueuse" (Chp. 13).
Au milieu d'une émeute ou d'une bataille, des événements inattendus peuvent avoir de grands effets. Machiavel pense ici, d'abord, à des paroles prononcées par un chef : il donne en exemple Barbatus qui, en proclamant à ses soldats qu'une autre aile de l'armée était victorieuse, galvanisa des soldats en train de céder et terrifia l'ennemi. Pour que cela réussisse, il est essentiel qu'une armée soit disciplinée ; dans le cas contraire, "le moindre incident [peut] répandre le trouble." Il faut aussi que les soldats sachent que les ordres ne leur sont jamais transmis que par leurs chefs, et que ces derniers ne transmettent que les ordres reçus de leur chef.
Machiavel parle ensuite de "l’apparition d’objets inusités" (stratagèmes originaux, leurres) : "un général habile doit employer toute son industrie à en faire naître quelques-uns tandis que les armées sont aux prises, afin d’inspirer du courage à ses troupes, et de l’éteindre dans le cœur des ennemis". Il doit aussi s'employer à "déjouer tous les stratagèmes que l’ennemi pourrait tenter contre lui, et les rendre inutiles." Machiavel termine par une mise en garde : les stratagèmes ayant l'apparence de la réalité peuvent être mis en œuvre sans hésitation ; dans le cas contraire, il faut faire en sorte "qu’on ne puisse facilement en découvrir le mensonge", ou ne pas les employer (Chp. 14).
Une armée ne doit obéir qu’à un seul général. S'il y en a deux, l'un d'eux risque de s'effacer : il sera mal employé ; sinon, des dissensions risquent de se faire jour (Chp. 15).
"Dans les temps difficiles, c’est au vrai mérite que l’on a recours", aux hommes "éminents en vertu" ; revienne la paix, et ils sont oubliés au profit de "ceux que distinguent leurs richesses ou leurs alliances", "qui non-seulement se croient leurs égaux, mais se prétendent même supérieurs à eux." Cette situation est "une source continuelle de désordres ; parce que les citoyens qui se croient injustement méprisés, et qui savent trop bien que cet oubli ne doit être attribué qu’aux temps de paix et de tranquillité, s’efforcent de faire naître des troubles en allumant des guerres nouvelles, préjudiciables aux intérêts de la république." Machiavel propose ensuite deux remèdes : "le premier est de maintenir les citoyens dans la pauvreté, afin que les richesses, sans la vertu, ne puissent corrompre ni eux ni les autres ; le second est de diriger toutes les institutions vers la guerre, de manière à y être toujours préparé, et à sentir sans cesse le besoin d’hommes habiles..." Ce remède ne peut être appliqué dans les républiques : "si le citoyen courageux qu’on néglige est vindicatif, ou s’il possède dans l’État des relations et du crédit", il peut y avoir des troubles (Chp. 16).
"Un gouvernement doit faire attention à ne jamais confier une administration importante à quelqu’un qui aurait reçu une sanglante injure" et pourrait alors tout risquer pour "recouvr[er] toute la gloire qu’il avait perdue" ou, en cas d'échec, se venger par là de ceux qui l’avaient offensé. Machiavel en tire ensuite une conclusion sur la fragilité des républiques : Comme on ne peut indiquer un remède certain à ces inconvénients, qui sont inhérents au gouvernement républicain, il en résulte l’impossibilité d’établir une république perpétuelle, parce que mille chemins divers la conduisent à sa ruine" (Chp. 17).
"Rien n’est plus digne d’un capitaine habile que de pressentir les desseins de l’ennemi". La victoire revient souvent, par exemple, à celui qui, le premier, a connu "la fâcheuse position de son adversaire" (Chp. 18).
A la question de savoir s'il faut, "pour gouverner la multitude", faire preuve de clémence ou de rigueur (question traitée dans les chapitres 19 à 23), Machiavel répond qu'il faut distinguer entre les "hommes qui, pour l’ordinaire, sont vos égaux" et ceux "qui vous sont soumis en tout temps comme sujets". Avec les premiers, il faut user de clémence : "les capitaines romains qui ont su se faire aimer de leurs troupes, et qui n’employaient pour les conduire que la douceur et les bons procédés, en ont tiré plus de fruit que ceux qui s’en faisaient redouter". Il en va autrement avec les sujets : "s’il veut maîtriser leur insolence et les empêcher de fouler aux pieds une autorité trop douce", le chef doit "employer plutôt la rigueur que la clémence. Cependant cette rigueur doit être assez modérée pour ne point enfanter la haine." A cette fin, il faut "respecter les biens des sujets" et épargner leur sang : mais "il est rare qu’un prince aime à le verser sans nécessité ; et cette nécessité se présente rarement" sauf quand le chef est à la fois cupide et cruel (Chp. 19).
Machiavel note que la vertu peut être plus forte que la force : "souvent un acte de justice et de douceur a plus de pouvoir sur le cœur des hommes que la violence et la barbarie, et que souvent aussi ces villes et ces provinces, dont les armées, les instruments de guerre, ni toute la force des hommes n’avaient pu ouvrir l’entrée, se sont laissé désarmer par un exemple d’humanité ou de douceur, de chasteté ou de grandeur d’âme" (Chp. 20).
Machiavel poursuit sa réflexion sur ce sujet en examinant le cas très différent d'Hannibal Barca, connu pour sa conduite odieuse, mais qui, comme les hommes aux "actions dignes de louanges", "a obtenu une grande renommée et remporté d’éclatantes victoires". Il explique ce fait par en disant, d'abord, que les hommes sont "avides de nouveautés", prêts à suivre celui qui "se met à la tête d’un changement". Son second argument est qu'il est au moins aussi facile pour un chef redouté d'être obéi et suivi que pour un chef qu’on aime. Mais il faut dans les deux cas que le capitaine "soit doué d’un courage supérieur, et que cette qualité l’ait mis en réputation parmi les hommes." C'est là ce qui compense "toutes les fautes que l’on pourrait commettre pour se faire trop chérir ou trop redouter". Le premier peut finir méprisé, le second n'être plus que "l’objet de la haine". Il note enfin que la volonté d'être aimé et celle d'être craint peuvent devenir préjudiciables : les soldats de Scipion "et une partie de ses amis se soulevèrent contre lui, uniquement parce qu’ils ne le craignaient pas", Scipion fut contraint de sévir ; Hannibal finit par être acculé au suicide, même s'il parvint à garder "ses soldats unis dans l’obéissance" (Chp. 21).
Machiavel poursuit, dans le chapitre 22, la réflexion entamée dans les deux chapitres précédents. Il oppose Valerius à Manlius : "Manlius, déployant en toute occasion une sévérité sans bornes, accablait sans cesse les troupes de travaux pénibles ; Valerius, au contraire, rempli de douceur envers elles, se plaisait à leur témoigner la familiarité la plus affable." Il se demande ensuite comment il peut se faire que  "... Valerius et Manlius, ayant su se faire obéir tous deux, quoique par des voies différentes, purent obtenir les mêmes effets."
Ce qui caractérise Manlius est qu'"il fut entraîné par la nature de son caractère ; et ensuite par le désir de faire observer les ordres que lui avaient dictés ses inclinations naturelles." C'est grâce à ces qualités qu'il peut maintenir la discipline militaire. Machiavel ajoute que des ordres rigoureux "sont utiles dans une république ; car ils en ramènent les institutions à leur principe et la rappellent à son antique vertu. Si une république était assez heureuse pour voir souvent naître dans son sein des hommes dont l’exemple, ainsi que je l’ai dit, rendit la vigueur à ses lois, et qui non-seulement la retinssent sur le penchant de sa ruine, mais pussent la faire revenir sur ses pas, elle serait sans doute éternelle". (Machiavel précise au passage que si on donne un ordre sévère, il faut veiller à son exécution scrupuleuse ; pour cela il faut savoir commander, c'est-à-dire ne donner des ordres que si ceux qui doivent obéir sont réellement en mesure de les exécuter). Quant à Valerius, il pouvait faire preuve de douceur parce quil [lui] suffisait de maintenir les règles de la discipline en vigueur dans les armées romaines".
La voie la plus avantageuse pour la république est, pour Machiavel, celle suivie par Manlius, "parce qu’elle est toute en faveur de l’État, et n’est nullement dictée par l’ambition personnelle". Manlius, contrairement à Valerius, ne pouvait être soupçonné de chercher à obtenir des partisans pour renverser la république.
Si, au lieu de parler de généraux, on parlait de princes, alors ce seraient les qualités de Valerius qu'il faudrait apprécier "car, ce que doit surtout rechercher un prince dans ses sujets et ses soldats, c’est l’obéissance et l’amour. Il obtient l’obéissance, parce qu’il observe lui-même les lois et que l’on croit à ses vertus. Il doit leur amour à l’affabilité, à l’humanité, à la douceur, et à toutes ces qualités que l’on révérait dans Valerius" (Chp. 22).
Machiavel poursuit sa réflexion en montrant qu'un prince ne doit pas "ravir [au peuple] un  avantage qu’il possède déjà", le peuple ne l'oubliera pas, pas plus qu'il ne supporte "l’orgueil et la vanité" du prince, pour lequel " se rendre l’objet de la haine universelle sans y trouver son profit, c’est une conduite tout à fait imprudente et téméraire" (Chp. 23).
Les Romains perdirent leur liberté pour deux raisons : "les dissensions que la loi agraire fit naître" et, objet de ce chapitre, "la prolongation des commandements" et magistratures au-delà de leur terme prévu. Machiavel rappelle que "Le premier pour qui le commandement fut prorogé est Publius Philo, qui fut fait proconsul. Par la suite, "[p]lus les armées romaines s’éloignèrent du centre de l’empire, plus cette prorogation parut nécessaire, et plus on en fit usage". Machiavel déplore deux conséquences : d'abord, il y eut moins de citoyens qui "s’exercèrent au commandement" et ceux-là sont les seuls qui "obtinrent toute la considération" ; ensuite, celui qui commandait longtemps "gagnait l’affection de ses soldats, dans chacun desquels il trouvait autant de partisans" : l'armée finit par ne plus reconnaître l'autorité du sénat. C'est ce qui permit à Sylla et Marius, et à César d'asservir les Romains (Chp 24).
Machiavel rappelle qu'"une des institutions les plus utiles à un gouvernement libre était de maintenir les citoyens dans la pauvreté" - il dit plus loin " satisfaits au sein de la pauvreté ". Il s'agit de pauvreté relative : il prend l'exemple de Cincinnatus, qui n'avait que quatre arpents, mais n'en avait pas besoin de plus "pour se nourrir". Mais en même temps, "la pauvreté n’interdisait à aucun citoyen le chemin des honneurs et des dignités", et on savait pouvoir "toujours trouver la vertu sous quelque toit qu’elle habitât". Ces citoyens n'étaient pas mûs par le désir de richesse : ils "se content[aient] de la gloire que leur procurait la guerre, et en abandonn[aient] tous les autres avantages à l’État. S’ils avaient pensé, en effet, à s’enrichir par la guerre, que leur aurait importé de voir leurs propres champs dégradés ?"  L'autre avantage de la pauvreté était qu'elle suscitait "la grandeur d’âme de ces citoyens. A peine placés à la tête d’une armée, leur magnanimité les élevait au-dessus des princes : méprisant la puissance des rois et des républiques, rien ne pouvait ni les éblouir ni les épouvanter ; mais à peine étaient-ils rentrés dans la vie privée, ils devenaient économes, modestes, cultivateurs de leurs humbles possessions, soumis aux magistrats, respectueux envers leurs supérieurs…" Machiavel conclut que la pauvreté "a honoré les républiques, les royaumes, les religions mêmes" tandis que la richesse "a été cause de leur perte" (Chp. 25).
Machiavel écrit que "les femmes ont été la cause d’une foule d’événements funestes, l’occasion de grands malheurs pour ceux qui gouvernaient une cité, et qu’elles y ont fait naître de nombreuses divisions" - les exemples donnés semblent indiquer que les femmes ne furent pas les agents de ces dissensions, qui furent plutôt "les outrages commis envers les femmes" ou la volonté de les en protéger (Chp. 26).
Machiavel aborde ensuite deux sujets. Il se demande d'abord comment "rétablir l’union dans une ville où règne la discorde". La solution qu'il préconise est ... "d’exterminer les chefs de la révolte". A défaut, il faut "les bannir [prison, exil] de la cité. Il envisage enfin l'éventualité de "les contraindre à faire la paix entre eux" - mais seulement pour souligner que cette dernière solution est vaine. Il regrette ensuite "le manque d’énergie des hommes de nos jours, produit par la faiblesse de leur éducation et le peu de connaissance des affaires" (c'est-à-dire de l'histoire romaine) qui les conduit à renoncer aux moyens les plus efficaces. Dans la seconde partie du chapitre, il rejette un moyen de garder le pouvoir dans une ville : celui qui consiste à "y entretenir la désunion." Si vous soutenez une faction, "vous perdez l’État à la première guerre qui vient à s’allumer ; parce qu’il est impossible de conserver un État qui a des ennemis au dedans et au dehors". Si une république essaie de gouverner par ses moyens, elle corrompt les citoyens, l'Etat ne peut jamais être soutenu par tout le peuple, et ceux qui gouvernent finissent eux-mêmes par être divisés (Chp. 27).
Une république doit s'assurer que les actes apparemment vertueux d'un citoyen n'ont pas pour but véritable d'établir la tyrannie. Machiavel reconnaît qu'une république a besoin du concours de "citoyens recommandables", mais "d’un autre côté, c’est à la célébrité des citoyens que la tyrannie doit sa naissance". Il faut donc veiller à ce que "la réputation d’un homme illustre soit utile sans jamais être nuisible à l’État ou à la liberté." Pour cela, il établit une distinction entre les citoyens qui se mettent "en crédit" par leur conduite publique ("en donnant de bons conseils, et mieux encore, en agissant pour l’intérêt commun"), et ceux qui le font par leur conduite privée, et il propose de faire en sorte que les premiers "puissent tout à la fois y trouver l’honneur et la satisfaction". Par contre, ceux qui cherchent la popularité par leur conduite privée (option qui "consiste à rendre des services à tous les citoyens indistinctement, soit en leur prêtant de l’argent, soit en mariant leurs filles, soit en les défendant contre les magistrats, soit enfin en les comblant de tous ces bienfaits qui font les partisans, et qui donnent la hardiesse à celui qui a obtenu par ces voies la faveur du peuple de le corrompre et de violer les lois") sont dangereux. Rome avait, contre eux, "établi les accusations" et "lorsque ces accusations ne suffisaient pas pour dessiller les yeux du peuple, aveuglé par l’apparence d’un faux bien, elle avait institué le dictateur, dont le bras royal faisait rentrer dans les bornes celui qui s’en était écarté" : c'est ainsi que Spurius Maelius fut mis à mort (Chp. 28).
Machiavel établit ensuite que ce sont les fautes des princes qui sont cause de celles commises par le peuple. Il conclut en citant Laurent de Médicis : « E que che fa il signor fanno poi molti, / Che nel signor son tutti gli occhi volti. » (« Les peuples ont toujours les yeux tournés vers ceux qui gouvernent, et leur exemple est une loi pour eux ») (Chp. 29).
"Un homme sage et prudent" peut rendre de grands services à sa patrie, à condition toutefois d'"étouffer l’envie, ce vice qui trop souvent est cause que les hommes vertueux ne peuvent rendre leurs vertus utiles, en les empêchant d’avoir cette autorité qu’il est nécessaire de posséder dans les circonstances difficiles". Machiavel explique que l'envie disparaît dans le cas d'un danger imminent : chacun "court se soumettre volontairement à celui qu’il croit le plus capable de le sauver par son courage" (même page), pourvu qu'il soit vertueux. L'autre solution pour vaincre l'envie est de tuer ces rivaux pleins d'envie qui, "pour obtenir l’objet de leurs désirs et satisfaire la perversité de leur âme, ... verraient d’un œil content la ruine de leur propre patrie" (même page). Face à eux, il faut savoir "qu’il ne faut rien attendre du temps ; que la bonté ne suffit point ; que la fortune varie sans cesse, et que la méchanceté ne trouve aucun don qui l’apaise".
Machiavel ajoute ensuite qu'il faut éviter "d’armer tumultueusement le peuple : il faut qu’il [le chef] choisisse et qu’il désigne d’abord les hommes qu’il veut appeler sous les armes, les chefs auxquels ils doivent obéir, le poste où ils se réuniront, celui où ils doivent se rendre, et ordonner à ceux qui ne doivent point marcher de se tenir dans leurs maisons, pour veiller à leur défense" (Chp. 30).
"[L]es grands hommes ... conservent toujours une âme également ferme et tellement unie avec leur manière ordinaire de vivre, que chacun s’aperçoit sans peine que la fortune n’a pas de prise sur eux." Au contraire, "[l]es hommes sans force d’âme ... [l]a bonne fortune les enfle et les enivre ... A peine ont-ils vu l’adversité en face, qu’ils ... deviennent vils et bas". C'est là l'effet "de l’éducation que l’on a reçue ; éducation qui, si elle est lâche ou frivole, produit des hommes qui lui ressemblent, mais qui, si elle est différente, donne également des hommes différents, et, en leur procurant une connaissance plus vraie des choses de ce monde, les empêche de se laisser trop réjouir par le bien ou trop attrister par le mal".
Machiavel rappelle ensuite que "le fondement de tous les États était une bonne milice ([il emploie plus loin le mot "armée"], et que là où elle n’existe pas il ne saurait y avoir ni bonnes lois ni aucune autre bonne chose... ; on voit comment la milice ne peut être bonne si elle n’est continuellement exercée ; et comment il est impossible de l’exercer si elle n’est composée de vos propres sujets". C'est ainsi que l'on peut obtenir des citoyens qui vont toujours "conserver le même courage et garder la même dignité" (Chp. 31).
Pour pousser un peuple ou un prince à rejeter tout accommodement possible avec un ennemi, il suffit de "l’exciter à quelque grave perfidie envers celui avec lequel on ne veut pas qu’il se réconcilie". Le peuple ou le prince repoussera la paix afin de ne pas payer le prix de l'outrage commis (Chp. 32).
Il faut, pour remporter une victoire, que l’armée "soit persuadée que rien ne l’empêchera de vaincre. Ce qui lui donne cette assurance, c’est d’être bien armée, bien disciplinée, et composée de troupes qui se connaissent entre elles. Mais cette confiance ou cette discipline ne peut naître que parmi des soldats du même pays, et accoutumés à vivre ensemble".
Il faut, de plus, "que le général jouisse de l’estime, de manière que l’armée se confie en sa prudence" ; il doit être "ami de la discipline, plein de sollicitude et de courage, soutenant avec dignité la majesté de son rang ; et il la soutiendra sans peine, quand il les punira de leurs délits, sans les fatiguer inutilement ; qu’il tiendra exactement ses promesses ; qu’il leur fera voir que le chemin de la victoire est facile ; qu’il leur cachera les objets qui de loin sembleraient présenter des dangers, et qu’il les atténuera à leurs yeux" (Même page, Chp. 33).
Le peuple dispose de trois moyens pour se faire une opinion sur les hommes auxquels il veut accorder ses faveurs. Il peut, d'abord, examiner "la renommée des ancêtres, qui, dans leur temps, ayant par leur valeur illustré la cité, font présumer que leur fils leur sera semblable, jusqu’à ce que ses actions aient prouvé le contraire" - mais c'est une méthode trompeuse. Il peut, deuxièmement, examiner les fréquentations de ces hommes : "celui qui ne voit qu’une compagnie vertueuse ne peut manquer d’acquérir une excellente renommée, parce qu’il est impossible qu’il ne ressemble point par quelque endroit à ceux avec lesquels il vit" (mais il faut alors se reposer sur l'opinion d'autrui). On peut, enfin, voir s'ils sont auteurs de "quelque action extraordinaire et éclatante, quoique privée, et dont l’issue [les] couvre de gloire et d’honneur" (même page). C'est là la méthode la plus fiable.
Celui qui veut s'élever dans la république doit donc "chercher à s’illustrer d’abord par quelque action d’éclat", puis "renouveler les actions d'éclat" tout au long de sa vie. C'est ce que doit faire aussi le prince "qui veut conserver toute sa réputation dans ses États. Rien n’est plus propre à lui concilier l’estime que des actions ou des paroles extraordinaires et remarquables, ayant pour objet le bonheur du peuple, et qui le fassent connaître comme un souverain magnanime, juste et libéral, dont la conduite soit telle qu’elle passe en proverbe parmi ses sujets".
Le peuple est bien avisé quand il recourt à ces trois méthodes, et "il est encore moins sujet à l’erreur quand, par la suite, celui qu’il a choisi d’abord accroît sa réputation par des actes de vertu souvent répétés, parce que, dans ce cas, il est presque impossible que son jugement s’égare". D'où Machiavel conclut que "le peuple, et quant aux fausses opinions et quant à la corruption, est bien moins sujet à l’erreur que les princes." C'est encore plus vrai "lorsqu’ils peuvent, comme les princes, être éclairés par de sages conseils, ils sont [alors] bien moins qu’eux exposés à l’erreur" (Chp. 34).
Ceux qui conseillent la république ou le prince s'exposent à des périls, en particulier s'ils conseillent quelque chose d'innovant. Mais ne rien conseiller expose à être jugé inutile, voire suspect. Ils doivent éviter de s'y prendre "de manière à en voir retomber sur eux seuls toutes les conséquences". Le plus sûr "est de prendre les choses avec modération, de n’en embrasser aucune comme sa propre affaire, de dire son opinion sans passion, de la défendre sans emportement et avec modestie, de manière que si l’État et le prince la suivent, ils le fassent volontairement, et ne paraissent pas y avoir été entraînés par vos importunités". S'il semble que la décision a été prise par tous, alors, en cas d'échec, il n'y a pas de danger pour le conseiller ; en revanche, il est en danger "là où [son] avis a trouvé de nombreux contradicteurs, qui s’empresseront, si le succès [le] trahit, à précipiter [sa] ruine" . Si un conseiller agit avec modestie, la gloire, en cas de succès, ne lui reviendra pas exclusivement. Mais si son conseil est rejeté "pour en adopter un autre dont les suites sont funestes, du moins il en résulte pour [lui] une très-grande gloire. Et, quoiqu’on ne puisse se réjouir d’obtenir la gloire au détriment de son prince ou de sa patrie, ce n’est cependant pas une chose à dédaigner" (Chp. 35).
Machiavel rappelle un propos de Tite-Live : "les Gaulois, au commencement de la bataille, sont plus que des hommes ; mais ... en continuant de combattre, ils deviennent moins que des femmes". Machiavel pense que cela tient à la nature même des Gaulois (qu'il appelle des Français), mais qu'il serait possible de les "disciplin[er] de manière à leur conserver le même courage jusqu’à la fin du combat."
Il distingue "des armées de trois espèces" : la première, "dans laquelle éclatent également le courage et le bon ordre, qui est la véritable source du courage" : il pense là aux armées romaines qui "ont vaincu l’univers" ; dans la deuxième, "il n’y a que de la fureur et point d’ordre" comme chez les Gaulois, qui n'ont pour eux "que la seule impétuosité" ; la troisième, "celle où il n’existe ni valeur naturelle, ni discipline accidentelle, comme sont de nos jours les armées d’Italie" (Chp 36).
Machiavel se demande ensuite "comment il faut s’y prendre pour connaître un ennemi nouveau lorsqu’on veut éviter ces engagements" partiels : éviter les escarmouches est préférable car "commencer une bataille où l’on n’emploie pas toutes ses forces, mais où l’on expose toute sa fortune, est une conduite des plus téméraires". L'objectif des escarmouches est de connaître l'ennemi et de rassurer vos soldats sur leur supériorité. Il est donc impensable d'en engager une si on n'est pas sûr de vaincre. Le mieux serait de permettre à ses soldats de voir que les ennemis ne sont qu'"une multitude sans ordre, embarrassée par ses bagages, couverte d’armes inutiles, en partie même désarmée" - et de leur donner l'envie de lancer la bataille générale (Chp 37).
Pour mériter la confiance de ses troupes, un général doit veiller à "les exercer pendant plusieurs mois dans des combats simulés, à les plier à l’obéissance et à la discipline, et à les employer ensuite avec confiance à de véritables combats" (même page). Il doit les persuader de leur valeur (en particulier s'ils sont de jeunes soldats : "Si un ennemi inusité peut inspirer la terreur à de vieux soldats, combien n’en doit pas causer un ennemi quelconque à une armée novice !" : même page), et de son propre courage. Il doit leur montrer qu'il n'est pas "féroce seulement en paroles" ("verbis tantum ferox", même page), mais qu'il est capable de se battre au milieu de ses hommes, et leur rappeler que par sa valeur il a connu la gloire (Chp 38).
Machiavel montre ensuite combien "il est utile et nécessaire qu’un capitaine connaisse la nature des pays". La pratique de la chasse "outre la connaissance particulière des lieux, donne une infinité d’autres notions indispensables à la guerre" : "la chasse fait connaître à celui qui s’y livre jusqu’aux moindres détours des lieux où il l’exerce. Lorsqu’on s’est rendu familière la connaissance d’un pays, on se forme aisément une idée des contrées nouvelles ; car chaque pays, et chaque site en particulier, ont entre eux des ressemblances qui font que l’on passe facilement de la connaissance de l’un à celle d’un autre" (Chp 39).
"Se servir de la ruse dans la conduite de la guerre est une chose glorieuse", même si c'est "une action détestable d’employer la fraude dans la conduite de la vie". Machiavel ne considère pas "comme une ruse glorieuse celle qui nous porte à rompre la foi donnée et les traités conclus" (Chp. 40).
Il faut toujours sauver la patrie, quel qu'en soit le prix, que ce soit de manière glorieuse ou honteuse. Dans ce dernier cas, si la patrie est sauvée il restera possible "d’effacer son ignominie" : "il ne faut être arrêté par aucune considération de justice ou d’injustice, d’humanité ou de cruauté, de gloire ou d’ignominie ; mais, rejetant tout autre parti, ne s’attacher qu’à celui qui le [l’État] sauve et maintient sa liberté" (Chp. 41).
Il n'y a pas de honte à ne pas tenir les promesses arrachées par la force "lorsqu’elles intéressent la chose publique". Si la gloire s'acquiert ordinairement par la victoire, elle peut venir aussi "dans la défaite, soit en montrant qu’on ne peut vous en imputer la faute, soit en se hâtant d’en effacer la honte par quelque acte éclatant de courage". Machiavel rappelle qu'il a traité, dans son Traité du prince, de l'estime qu'on doit porter à ceux qui "n’observent pas davantage les autres promesses, lorsque les motifs qui les avaient dictées n’existent plus à leur tour". On peut noter au chapitre suivant qu'il reproche néanmoins aux Gaulois et à Charles VIII de ne pas avoir tenu leurs promesses…(Chp. 42)
Machiavel affirme ensuite qu'il est " facile de connaître l’avenir par le passé " : "tous les événements de ce monde ont dans tous les temps des rapports analogues avec ceux qui sont déjà passés : cela provient de ce que toutes les affaires humaines étant traitées par des hommes qui ont et qui auront toujours les mêmes passions, il faut nécessairement qu’elles offrent les mêmes résultats. Il est vrai que leurs actions sont plus éclatantes, tantôt dans un pays, tantôt dans un autre ; mais cela dépend de l’éducation dans laquelle ces peuples ont puisé leur manière de vivre" . Il attribue à chaque nation des mœurs immuables, "continuellement avare ou continuellement perfide, ou livrée à quelque autre vice ou vertu semblable"  (Chp. 43).
Machiavel donne ensuite des exemples montrant que "...quand un prince désire obtenir quelque chose d’un autre, il doit ... ne pas lui laisser le temps de réfléchir, et faire en sorte qu’il sente lui-même la nécessité d’une prompte résolution ; ce qui arrive toutes les fois que celui qu’on sollicite s’aperçoit que son refus ou ses retards peuvent faire naître contre lui un prompt et dangereux ressentiment (Chp. 44).
Il vaut mieux, dans une bataille, "soutenir le premier choc des ennemis et ... les attaquer ensuite", "quand l’ennemi a perdu sa première chaleur, ou, comme nous le disons, toute sa fougue" (Chp. 45).
De même qu'on observe de la diversité dans les cités (certaines "produisent des hommes plus robustes ou plus efféminés", etc.), on observe que les "familles [ont] chacune leurs qualités particulières et distinctes." Cela vient " de la diversité de l’éducation que recevait chacune de ces familles" (Chp. 46).
Le titre du chapitre suivant dit tout : "Un bon citoyen doit, par amour pour la patrie, oublier ses injures particulières" (Chp. 47).
"Lorsqu’on voit son ennemi commettre une erreur manifeste, on doit soupçonner qu’elle cache quelque piège" (Chp. 48).
Il est inévitable "qu’il survienne chaque jour dans une cité des accidents qui aient besoin du médecin, et qui, suivant qu’ils sont plus graves, exigent une main plus habile". Les remèdes auxquels fait allusion Machiavel comportent notamment la décimation, qu'il approuve : "Mais de tous leurs châtiments, le plus terrible était de décimer les armées, c’est-à-dire de livrer à la mort, par la voie du sort, sur toute l’armée, un homme par chaque dix hommes. Il était impossible de trouver, pour châtier une multitude, une punition plus épouvantable. En effet, lorsque toute une multitude se rend coupable, et que l’auteur du crime est incertain, on ne peut punir tout le monde, parce que le nombre est trop grand : en châtier une partie, et laisser l’autre impunie, serait injuste envers ceux que l’on punirait, et ce serait encourager ceux que l’on aurait épargnés à se rendre coupables une autre fois. Mais en massacrant la dixième partie des coupables par la voie du sort, lorsque tous méritent la même peine, celui qui est puni se plaint du sort ; celui qui ne l'est pas a peur qu’une autre fois il ne l’atteigne, et il se garde d’errer de nouveau" (Chp. 49).

## Réception
Dans ses Considerazioni sui Discorsi del Machiavelli, Francesco Guicciardini émet des réserves au sujet des conseils de Machiavel, qu'il estime souvent trop pessimistes et brutaux :
Il faut donc que le prince ait le courage d'employer ces moyens extraordinaires quand il le faut, et qu'il soit néanmoins si prudent qu'il n'écarte pas toutes les occasions qui peuvent se présenter d'établir ses affaires par l'humanité et les bonnes œuvres, ne prenant pas pour règle absolue ce que dit l'écrivain, qui préfère toujours les remèdes extraordinaires et violents.
(Considerazione sul capitolo XXVI)
Jean-Jacques Rousseau considérait les Discours (ainsi que les Histoires florentines) comme plus représentatifs de la véritable philosophie de Machiavel que Le Prince : "Machiavel étoit un honnête homme & un bon citoyen: mais attaché à la maison de Médicis, il étoit forcé dans lʼoppression de sa Patrie de déguiser son amour pour la liberté. Le choix seul de son exécrable Héros manifeste assez son intention secrete, & lʼopposition des maximes de son livre du Prince à celle de ses discours sur Tite-Live & de son lʼhistoire de Florence, démontre que ce profound Politique nʼa eu jusquʼici que des Lecteurs superficiels ou corrompus. La Cour de Rome a sévérement défendu son livre, je le crois bien; cʼest elle quʼil dépeint le plus clairement" (Du contrat social, livre III).